# Michael Cimino
Michael Cimino (født 3. februar 1939 i New York City, USA, død 2. juli 2016) var en amerikansk filminstruktør.
Han vandt i 1978 en Oscar for bedste instruktion for filmen Deer Hunter.

## Filmografi
- Thunderbolt and Lightfoot (1974)
- Deer Hunter (1978)
- Heaven's Gate (1980)
- The Pope of Greenwich Village (uncredited) (1984)
- Year of the Dragon (1985)
- The Sicilian (1987)
- Desperate Hours (1990)
- The Sunchaser (1996)